# Barkhausen (Adelsgeschlecht)

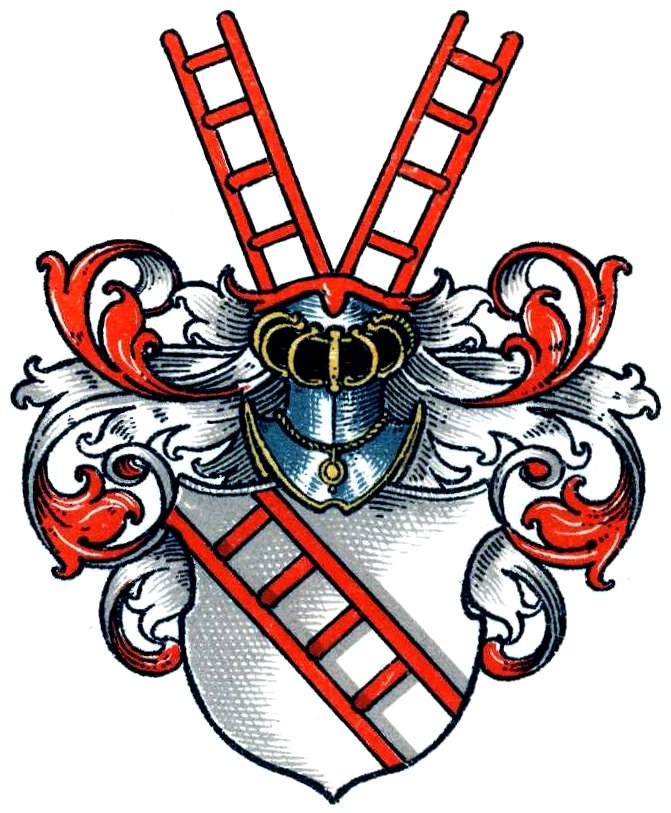
Wappen derer von Barkhausen

Die Herren von Barkhausen waren ein westfälisches Adelsgeschlecht.

## Geschichte
Das Geschlecht nannte sich nach dem Ort Barkhausen, einem Stadtteil der Stadt Porta Westfalica im Kreis Minden-Lübbecke in Ostwestfalen-Lippe. Mitglieder des Geschlechts waren u. a.:
- Statius von Barkhausen (1487–1496), Gerichtsmann zu Bünde[1] und Amtmann des Edelherrn Bernhard zur Lippe zu Varenholz,[2] besaß den Hof Pedeln in Pehlen[3]
- Gebrüder Dietrich, Johann und Jobst von Barkhausen (urkundlich 1532), wurden von Simon Graf zur Lippe mit heimgefallenen Lehen der Quaditz belehnt[4]
- Jodocus de Barkhausen (urkundlich 1533, 1549), Mitglied des Kapitels des Fritzlarer Doms.[5] Zusammen mit Dietrich von Barkhausen und Kord Landwer verkaufte er 1549 den Ostmannschen Meierhof zu Meinberg.[6]
- Benediktus de Barkhausen (urkundlich 1551–1559), 1551 Student in Marburg, 1557–1559 Mitglied des Kapitels des Fritzlarer Doms[7]
- Brüder Bertold und Benedikt von Barkhausen (urkundlich 1560, 1579), Letzterer vermutlich derselbe wie Benediktus de Barkhausen, besaßen ehemals quaditz'sche Lehen sowie ein Burglehen zu Burg Lipperode[4]

Das Geschlecht erlosch um 1600. Die Witwe Benedikts von Barkhausen, Katharine Toit, und deren Sohn Dietrich wurden 1589 mit einer Geldsumme für die heimgefallenen Lehngüter des Adelsgeschlechts derer von Barkhausen abgefunden, wonach Katharines Sohn Dietrich entweder als nicht legitim oder als nicht ebenbürtig angesehen wurde.
Es wird vermutet, dass das Adelsgeschlecht derer von Barkhausen den Urstamm des Adelsgeschlechts derer von Oeynhausen bildete, welches ein ähnliches Wappen in blau-silbern führt.

## Wappen
In Silber eine schrägrechts liegende, viersprossige rote Leiter. Auf dem Helm zwei nach außen geneigte roten Leitern. Die Helmdecken in rot-silber.